# Waite Park, Minnesota
Waite Park là một thành phố thuộc quận Stearns, tiểu bang Minnesota, Hoa Kỳ. Năm 2010, dân số của thành phố này là 6715 người.

## Dân số
- Dân số năm 2000: 6568 người.
- Dân số năm 2010: 6715 người.